# Mercedes-Benz M177 e M178
I motori Mercedes-Benz M176, M177 e M178 sono tre varianti di un medesimo motore V8 a ciclo Otto prodotto a partire dal 2014 dalla AMG, reparto sportivo della casa madre Mercedes-Benz.

## Profilo

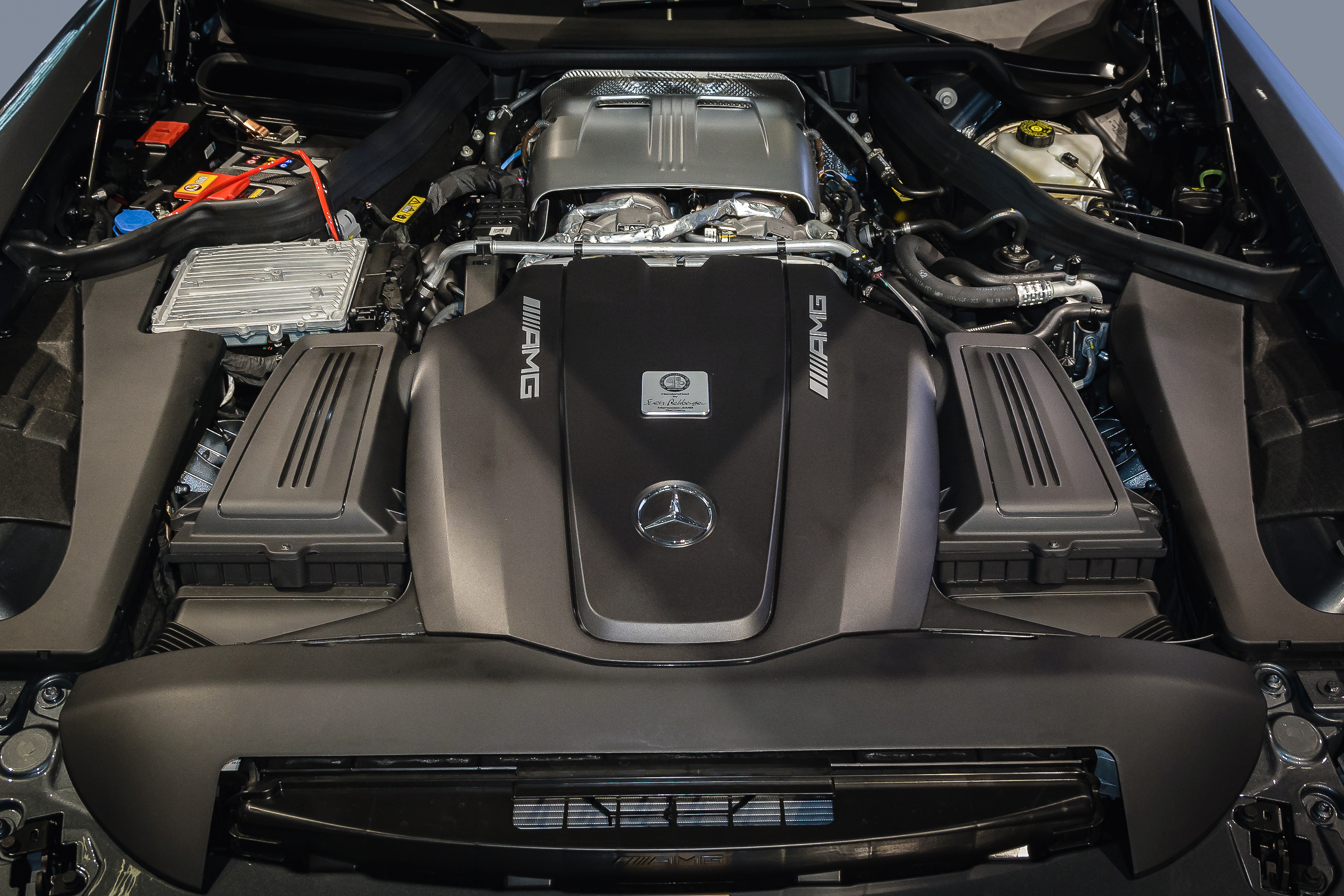
Vista di un motore M178 sotto il cofano di una AMG GT

Questo motore è stato presentato nel marzo del 2014 al Salone di Ginevra, ed è stato destinato fin da subito a equipaggiare la vettura sportiva AMG GT, erede della SLS AMG, e le versioni AMG della gamma W205. Mentre nella prima applicazione questo motore prende il codice M178, nella seconda è invece codificato come M177. In seguito, la gamma delle sue applicazioni si è estesa anche ad altri modelli Mercedes-Benz e ne è stata derivata una terza variante denominata M176.

## Caratteristiche
I motori M177 e M178 sono due motori da 4 litri di cubatura e ognuno di essi nasce dall'unione di due unità AMG da 2 litri ciascuna. In particolare, queste unità da 2 litri sono le M133 già montate sulla potente A45 AMG, ossia la versione di punta della terza generazione della Classe A. Del 2 litri originario sono state mantenute le misure di alesaggio e corsa, e quindi è rimasta invariata anche la cilindrata di ogni singola bancata, per cui l'intera unità possiede una cilindrata esattamente doppia rispetto al motore M133.

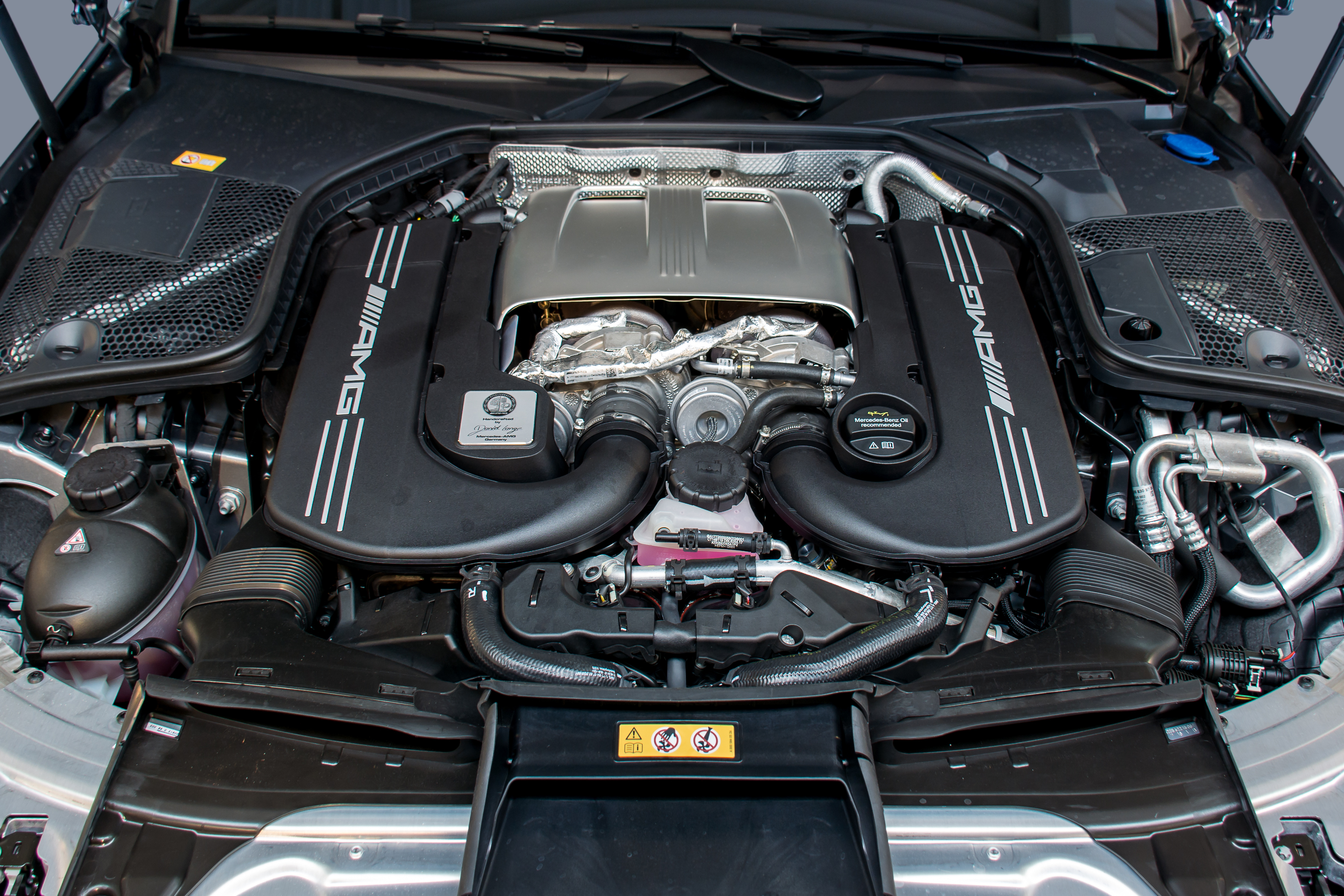
Motore M177 montato su una Classe C 63 AMG

Lo sviluppo dell'unità motrice è stato basato su requisiti di compattezza ed è proprio per soddisfare tali requisiti che sono state adottate alcune soluzioni particolari, fra le quali quella di collocare le valvole di scarico e i due turbocompressori all'interno della V di 90° del motore. Per questo motivo, tale nuovo V8 viene definito "a V interna calda", mentre le valvole di aspirazione sono all'esterno delle bancate. Un'altra novità presente in questo motore è la realizzazione delle due testate in lega leggera arricchita con zircone, in maniera tale da renderlo più resistente alle notevoli sollecitazioni termiche cui viene sottoposto.
L'alimentazione è affidata a iniettori di tipo piezoelettrico con pressioni di alimentazione comprese fra 100 e 200 bar, mentre la pressione di sovralimentazione è pari a 1,2 bar. I cilindri sono stati realizzati utilizzando la tecnologia Nanoslide, che permette una riduzione degli attriti fra le parti in movimento radente. Il motore è dotato di un sistema di raffreddamento a liquido, dispone inoltre di intercooler per il sistema di sovralimentazione.
I motori M177 e M178 sono caratterizzati da un peso di 209 kg, facendone i più leggeri propulsori nella loro categoria. Una delle principali differenze fra le due varianti motoristiche sta nel sistema di lubrificazione, del tipo a carter secco nel motore M178 e a carter umido nel motore M177. I due motori sono stati realizzati in due livelli di prestazioni ognuno.
Di seguito ne vengono riepilogate le caratteristiche:
- architettura di tipo V8;
- angolo di 90° tra le bancate;
- monoblocco in lega di alluminio;
- testate in lega di alluminio arricchita con zircone;
- alesaggio e corsa: 83 x 92 mm;
- cilindrata: 3982 cm³;
- testate a quattro valvole per cilindro;
- distribuzione a doppio asse a camme in testa per bancata;
- alberi a camme azionati da catena e con punterie a rullo;
- fasatura variabile continua;
- alimentazione ad iniezione diretta con iniettori piezoelettrici;
- pressione di alimentazione: tra 100 e 200 bar;
- sovralimentazione mediante due turbocompressori inseriti fra le bancate;
- pressione di sovralimentazione: 1,2 bar;
- rapporto di compressione: 10.5:1[2];
- albero a gomiti in acciaio forgiato.

Come già menzionato in precedenza, esiste anche una terza variante derivata direttamente da questi motori. Questo motore prende la sigla di M176DE40AL, ha debuttato nella variante da 422 CV sotto il cofano dello storico fuoristrada della Casa di Stoccarda, ossia la Classe G, più precisamente nei modelli G500 e G500 4x42, entrambe prodotte a partire dal 2015. In seguito è stata proposta anche in un secondo livello di potenza, e cioè 469 CV, utilizzato in alcuni modelli della Classe S berlina, limousine, coupé e cabrio. La differenza principale fra il motore M176 e gli altri due, sta nel fatto di non essere stato sottoposto alle cure del reparto sportivo Mercedes-AMG, ma di essere assemblato solo sotto gli occhi dei tecnici Mercedes-Benz e presso lo stabilimento di Stoccarda-Untertürkheim. Fra l'altro, del motore M176 esiste anche una variante dotata di tecnologia microibrida, con un alternatore reversibile al posto del volano, la cui potenza di 22 CV consente di aiutare la vettura nelle partenze da fermo o in altre situazioni in cui è richiesta una piccola dose di potenza in più.
Le applicazioni dei motori M177 ed M178 non si sono limitate al solo marchio Mercedes-Benz, ma anche alla britannica Aston Martin, in virtù dell'accordo fra le due case che prevede la fornitura di motori Mercedes-Benz alle sportive d'oltremanica. Questo non è il caso del motore M176, che invece ha conosciuto applicazioni solo nell'ambito del marchio Mercedes-Benz.
Merita particolare attenzione il motore più potente, siglato M178LS2, montato esclusivamente sotto il cofano della Mercedes-AMG GT Black Series a partire dall'estate del 2020: tale motore è stato rivisitato molto in profondità, andando a sostituire l'albero motore preesistente con un nuovo albero motore dotato di manovelle sfalsate fra loro di 180° e con un nuovo ordine di accensione delle candele. A ciò si uniscono anche nuovi turbocompressori maggiorati, così come i rispettivi intercooler. Anche l'elettronica di gestione di questa versione è stata adeguatamente aggiornata. Come risultato, il motore M178LS2 è in grado di erogare una potenza massima di 730 CV, nonché una coppia massima di 800 Nm.

## Applicazioni
Nella seguente tabella vengono riassunte le differenze principali fra i due motori, le prestazioni e le applicazioni:
| Variante   | Lubrificazione | Potenza CV/rpm | Coppia Nm/rpm  | Applicazioni                                | Anni di produzione |
| ---------- | -------------- | -------------- | -------------- | ------------------------------------------- | ------------------ |
| M176DE40AL | Carter umido   | 422/6000       | 530/ 2800-4800 | Mercedes-Benz G500 4x42 W463                | 2015-17            |
| M176DE40AL | Carter umido   | 422/6000       | 530/ 2800-4800 | Mercedes-Benz G500 W463                     | dal 06/2015        |
| M176DE40AL | Carter umido   | 469/ 5250-5500 | 700/ 2000-4000 | Mercedes-Benz S 560 W222 / V222             | 06/2017-09/2020    |
| M176DE40AL | Carter umido   | 469/ 5250-5500 | 700/ 2000-4000 | Mercedes-Benz S 560 Coupé C217              | 09/2017-08/2020    |
| M176DE40AL | Carter umido   | 469/ 5250-5500 | 700/ 2000-4000 | Mercedes-Benz S 560 Cabriolet A217          | 01/2018-08/2020    |
| M176DE40AL | Carter umido   | 489/5500       | 700/ 1200-4000 | Mercedes-Benz GLE 580 4MATIC V167           | dall'11/2019       |
| M176DE40AL | Carter umido   | 489/5500       | 700/ 1200-4000 | Mercedes-Benz GLS 580 4MATIC X167           | dall'11/2019       |
| M176DE40AL | Carter umido   | 503/5500       | 700/ 2000-4000 | Mercedes-Benz S 580 4MATIC W223             | dal 05/2021        |
| M176DE40AL | Carter umido   | 557/ 6000-6500 | 730/ 1750-4500 | Mercedes-Maybach GLS 600 4MATIC X167        | dal 07/2020        |
| M177DE40AL | Carter umido   | 476/ 5500-6250 | 650/ 1750-4500 | Mercedes-Benz C63 AMG W205                  | dall'11/2014       |
| M177DE40AL | Carter umido   | 476/ 5500-6250 | 650/ 1750-4500 | Mercedes-Benz GLC 63 AMG X253               | dal 04/2017        |
| M177DE40AL | Carter umido   | 476/ 5500-6500 | 700/ 2350-5000 | Mercedes-AMG SL 55 R232                     | dall'11/2021       |
| M177DE40AL | Carter umido   | 510/ 5500-6250 | 700/ 1750-4500 | Mercedes-Benz C63 AMG S W205                | dall'11/2014       |
| M177DE40AL | Carter umido   | 510/ 5500-6250 | 700/ 1750-4500 | Mercedes-Benz GLC 63 AMG S X253             | dal 04/2017        |
| M177DE40AL | Carter umido   | 510/6000       | 685/ 2000-5000 | Aston Martin Vantage Mk2                    | dal 12/2017        |
| M177DE40AL | Carter umido   | 510/6000       | 685/ 2000-5000 | Aston Martin DB11 4.0                       | dal 10/2017        |
| M177DE40AL | Carter umido   | 550/6500       | 700/ 2200-5000 | Aston Martin DBX                            | dal 01/2020        |
| M177DE40AL | Carter umido   | 571/ 5750–6500 | 750/ 2250–5000 | Mercedes-Benz E63 AMG 4MATIC+ W213          | 03/2017-06/2020    |
| M177DE40AL | Carter umido   | 571/ 5750–6500 | 750/ 2250–5000 | Mercedes-Benz GLE 63 AMG 4MATIC+ V167       | dal 03/2020        |
| M177DE40AL | Carter umido   | 571/ 5750–6500 | 750/ 2250–5000 | Mercedes-Benz GLE 63 AMG Coupé 4MATIC+ C167 | dal 03/2020        |
| M177DE40AL | Carter umido   | 585/ 5500-6000 | 800/ 2500-5000 | Mercedes-AMG GT Coupé 4                     | 10/2018-07/2021    |
| M177DE40AL | Carter umido   | 585/ 5500-6500 | 800/ 2500-5000 | Mercedes-AMG SL 63 R232                     | dall'11/2021       |
| M177DE40AL | Carter umido   | 585/6000       | 850/ 2500-3500 | Mercedes-Benz G 63 AMG W463                 | dal 05/2018        |
| M177DE40AL | Carter umido   | 585/6000       | 850/ 2500-3500 | Mercedes-Benz GLS 63 AMG 4MATIC+ X167       | dal 03/2020        |
| M177DE40AL | Carter umido   | 612/ 5750-6500 | 850/ 2500-4500 | Mercedes-Benz E63 S AMG 4MATIC+ W213        | dal 03/2017        |
| M177DE40AL | Carter umido   | 612/ 5750-6500 | 850/ 2500-4500 | Mercedes-Benz GLE 63 S 4MATIC+ V167         | dal 03/2020        |
| M177DE40AL | Carter umido   | 612/ 5750-6500 | 850/ 2500-4500 | Mercedes-Benz GLE 63 S Coupé 4MATIC+ C167   | dal 03/2020        |
| M177DE40AL | Carter umido   | 612/ 5750-6500 | 850/ 2500-4500 | Mercedes-Benz GLS 63 4MATIC+ X167           | dal 03/2020        |
| M177DE40AL | Carter umido   | 612/ 5750-6500 | 900/ 2750-4500 | Mercedes-Benz S 63 AMG S 4MATIC+ W222       | 06/2017-09/2020    |
| M177DE40AL | Carter umido   | 612/ 5750-6500 | 900/ 2750-4500 | Mercedes-Benz S 63 AMG 4MATIC+ Coupé        | 09/2017-08/2020    |
| M177DE40AL | Carter umido   | 612/ 5750-6500 | 900/ 2750-4500 | Mercedes-Benz S 63 AMG 4MATIC+ Cabriolet    | 01/2018-08/2020    |
| M177DE40AL | Carter umido   | 639/ 5500-6500 | 900/ 2500-4500 | Mercedes-AMG GT 63 S 4MATIC+                | 10/2018-07/2021    |
| M177DE40AL | Carter umido   | 639/ 5500-6500 | 900/ 2500-4500 | Mercedes-AMG GT 63 S 4MATIC+ E Performance  | dal 02/2022        |
| M178DE40AL | Carter secco   | 462/6000       | 600/ 1600-5000 | Mercedes-AMG GT                             | 03/2015-03/2017    |
| M178DE40AL | Carter secco   | 476/6000       | 630/ 1700-5000 | Mercedes-AMG GT                             | 03/2017-07/2020    |
| M178DE40AL | Carter secco   | 476/5500-6500  | 700/ 2250-4500 | Mercedes-AMG SL                             | 11/2021            |
| M178DE40AL | Carter secco   | 510/6250       | 650/ 1750-4750 | Mercedes-AMG GT S                           | 03/2015-03/2017    |
| M178DE40AL | Carter secco   | 522/6250       | 670/ 1800-5000 | Mercedes-AMG GT S                           | 03/2017-07/2020    |
| M178DE40AL | Carter secco   | 530/ 5500-6750 | 670/ 2100-5250 | Mercedes-AMG GT                             | 07/2020-12/2021    |
| M178DE40AL | Carter secco   | 557/ 5750-6750 | 680/ 1900-5750 | Mercedes-AMG GT C                           | 10/2016-12/2021    |
| M178DE40AL | Carter secco   | 585/ 6250      | 700/ 1900-5500 | Mercedes-AMG GT R                           | 10/2016-12/2021    |
| M178LS2    | Carter secco   | 730/ 6700-6900 | 800/ 2000-6000 | Mercedes-AMG GT Black Series                | 07/2020-12/2021    |